# Ophiuroidea

## Introdução
Os equinodermos estão presentes na história das civilizações por muito tempo, sendo as primeiras representações gráficas destes animais provavelmente afrescos produzidos na Ilha da Creta (Grécia), datadas de 4.000 anos atrás. Localizados em todos os ambientes marinhos, o filo é composto por cerca de 7.000 espécies atuais, porém já foi mais representado ao longo de sua história. Há mais de 13.000 fósseis descritas e entre as espécies viventes, a classe Ophiuroidea  (do grego ophis = serpente; eidos = forma) é a mais diversa. Os Ophiuroidea é uma classe de equinodermos conhecidos como ofíuros.  As 2000 espécies descritas tornam essa a maior classe de equinodermos. Esses animais são encontrados em todos os tipos de habitats marinhos e são abundantes em fundos macios das águas rasas mas também nas grandes profundidades do mar. 

## Morfologia
São animais celomados. O seu celoma na perivisceral está restrito a um pequeno canal, especialmente ao longo dos braços, devido ao arranjo de vertebras internas.
A estrutura corporal básica é tipicamente pentâmera, assim como em Asteroidea, ou seja, é composta por um disco e cinco braços individualizados. Cada braço pode inserir-se no disco mais próximo da superfície oral ou estar fusionado a este.
O disco é relativamente comprido no sentido oral-aboral, com a superfície aboral variada lisa, granulada, com placas calcárias ou escudos, podendo variar de 1 a 12 cm de diâmetro.
O interior do disco é praticamente preenchido pelo estômago, onde existem cavidades que se abrem por fendas nas regiões adjacentes aos braços. Essas cavidades são conhecidas como bursas, cujas aberturas são denominadas fendas bursais. O sistema hidrovascular está presente no disco (anel circum-oral) e nos braços. As gônadas abrem-se nas bursas. Ao longo dos braços, há vários ossículos articulados (vertebras) que preenchem quase todo o espaço celômico.
A superfície oral pode conter escudos. O madreporito encontra-se no interraio C-D, mas nem sempre é evidente, localizado na superfície oral que por sua vez no centro há placas chamadas de mandíbulas que justapõem nesta região do disco. Nas mandíbulas, existem projeções chamadas papilas, que são distribuídas nas margens ao longo do eixo próximo-distal. 

Ao contrário das estrelas do mar (classe Asteroidea), todos os órgãos vitais dos ofiúros encontram-se confinados ao disco central. A boca é rodeada por cinco placas mandibulares.

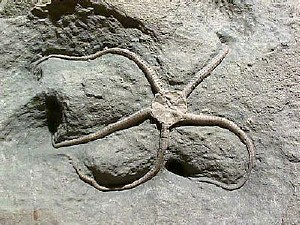
Fóssil de ofiúro do Jurássico de Inglaterra

Os ofiúros têm a capacidade de regenerar braços perdidos e fazem-no muitas vezes depois de encontros com predadores, em especial neste caso, ele promove a autotomia (auto-amputação), para fins de escapar do predador. A locomoção destes animais é feita através de movimentos com os braços flexíveis.

## Ordens
- Oegophiurida - Não possuem bursas. Não existem escudos ventral e dorsal nos braços, e o madreporito situa-se na borda do disco. Existem glândulas digestivas que se estendem para dentro das porções proximais dos braços. Conhece-se apenas uma única espécie vivente.
- Ophiurida - Bursas presentes. Escudos dorsais e ventrais dos braços presentes e usualmente bem desenvolvidos, com braços não ramificados incapazes de enrolar-se verticalmente. Possui madreporito na superfície oral e glândulas digestivas inteiramente confinadas ao disco central. Inclui a vasta maioria das serpentes do mar viventes.
- Phrynophiurida - Possuem bursas. Os escudos ventrais dos braços são rudimentares e os dorsais geralmente ausentes. Os seus braços podem ser ramificados ou não, podendo enrolar-se verticalmente. Há a presença de madreporito na sua superfície oral e glândulas digestivas restritas ao disco dorsal. Essa ordem inclui algumas serpentes do mar primitivas.

## Filogenia
- Domínio: Eukarya.
  - Reino: Animalia.
    - Subreino: Metazoa.
      - Filo: Echinodermata.
        - Classe: Ophiuroidea.

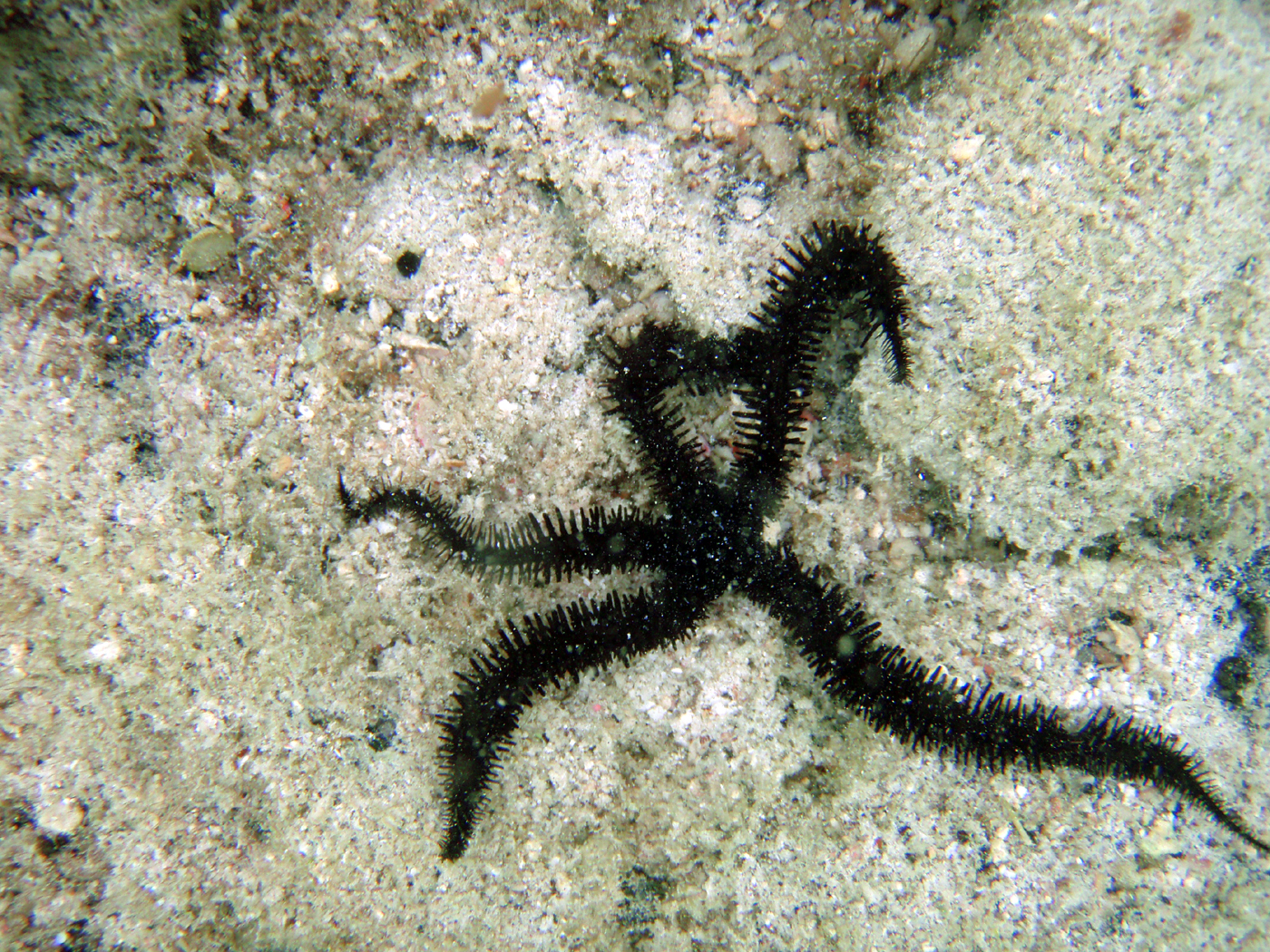
Um brittle na ilha do Havaí.

          - Ordem: Oegophuiurida (Ophiocanops fugiens).
          - Ordem: Phrynophiurida (Asteronyx; Gorgonocephalus; Ophiomyxa).
          - Ordem: Ophiurida (Amphiura; Ophiactis; Ophiura).

A origem da linhagem que inclui os Asteroides, Ofiuroides, Equinoides e Holoturoides envolveu a criação de outras formas de alimentação e utilizava o sistema aquífero principalmente para a locomoção. Esses animais tornaram-se mais ou menos errantes e, locomoviam-se com a superfície oral voltada para o substrato. A filogenia dessas classes é controversa e ainda não está bem consolidada.

## Sistema Vascular Aquífero
O sistema vascular aquífero das serpentes do mar é semelhante àquele das estrelas-do-mar. Contudo, o madreporito, que é uma placa calcária em forma de botão, perfurada por numerosos poros e que serve para a entrada de água no sistema ambulacrário do mesmo, localiza-se na superfície oral do disco central em uma zona interambulacral específica, e toda a sua organização interna é modificada, diferindo das estrelas-do-mar. Em alguns Ofiuroides, como o Ophiuroderma appressun, o madreporito é reduzido a dois poros pequenos.
O canal circular possui vesículas de Poli, que regulam a pressão interna do sistema ambulacral do animal, mas aparentemente faltam os corpúsculos de Tiedemann, que são órgãos arredondados, em forma de bolsa, achatados e moles Órgãos arredondados, em forma de bolsa, achatados e moles e que estão relacionados com a produção de celomócitos. O canal circular da origem aos cinco canais radiais usuais, mas também se ramificam em um emaranhado de pés ambulacrais orais ao redor da boca. Em Gorgoncéfalos, seus braços e canais radiais são ramificados. Os pés não possuem ventosas e são estruturas digitiformes muito flexíveis que secretam muito muco pegajoso. A priori são estruturas que agem na alimentação e para o indivíduo se enterrar, além de serem sensoriais.

## Sustentação e Locomoção
Os seres dessa classe usam seus braços articulados, longos e flexíveis, a princípio, para rastejar ou agarrar-se. Os ofiuroides utilizam a ventosa dos braços articulados para executar movimentos laterais ondulatórios que ocasionem o deslocamento do animal, que lembra o movimento das serpentes e por isso são chamadas de serpentes do mar, os braços em movimentos são auxiliados pelos pódios, que promovem o apoio no substrato consolidado ou deslocam grãos do sedimento.
Promovendo um movimento lateral em um plano vertical ao eixo do corpo, mas seus braços quase não possuem nenhuma flexibilidade paralela ao eixo do corpo. E essa condição, junto com a fragilidade desses animais, faz com que eles se “quebrem” muito fácil. Os pés ambulacrais dos Ofiuroides não possuem ventosas e ampolas, mas possuem músculos bem desenvolvidos em suas paredes. Esses pés são capazes de se alongarem e se retraírem, além de se balançarem em movimentos arqueados. A combinação dessas ações dos braços e pés confere a esses animais a capacidade de escavar sedimentos macios.

## Alimentação e Sistema Digestório

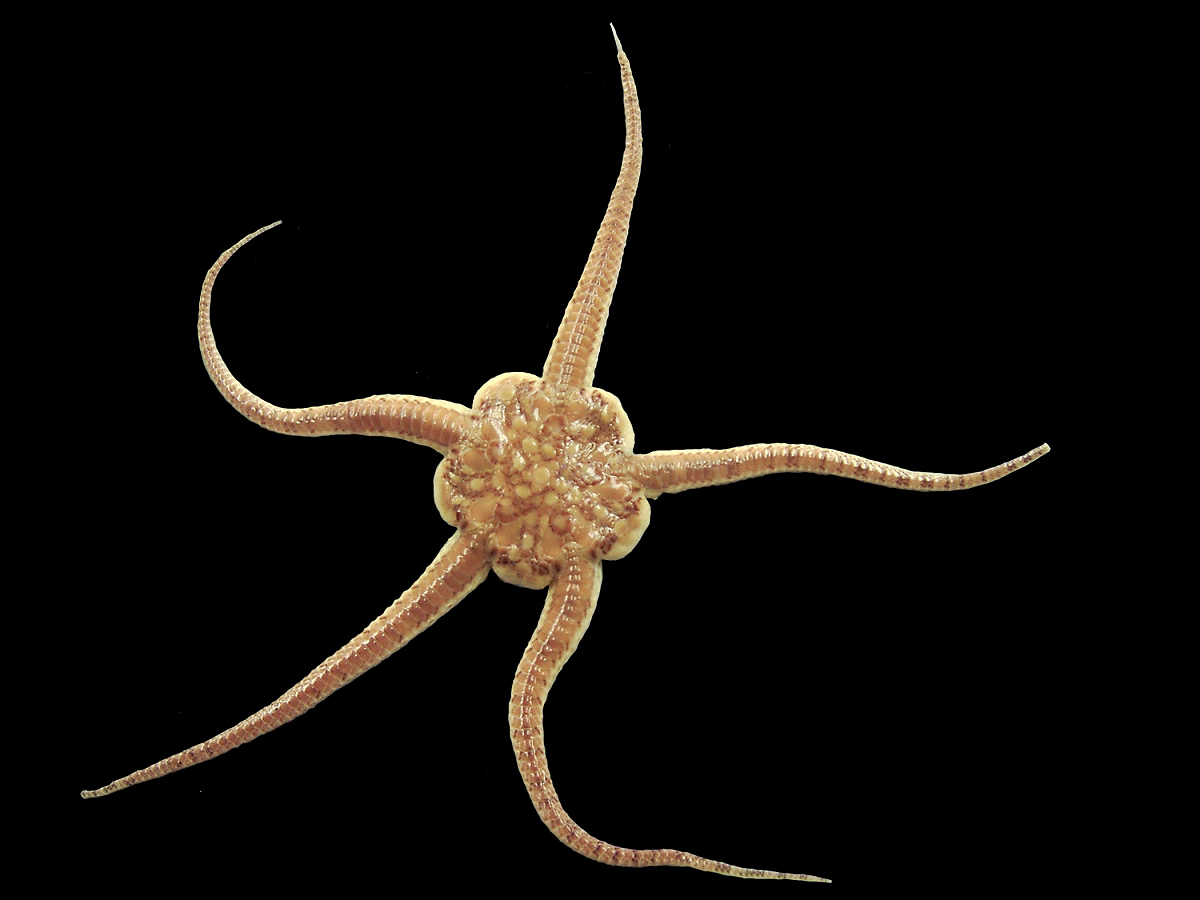
Uma ophiura.

O trato digestivo é “cego”, a entrada dos alimentos e a saída dos restos de alimentares ocorrem pela boca, único orifício no disco que une o trato digestivo ao exterior do corpo. Deste modo, não existe um tubo digestivo, mas um saco, que ocupa grande parte da cavidade no interior do disco.
Captura e ingestão do alimento ocorrem diretamente no substrato, uma vez que a boca está orientada próximo a ele. Existem espécies de ofiuroides que são suspensívoras, que por sua vez capturam o alimento na coluna d’agua por meio dos pódios e espinhos branquiais. Tem hábitos alimentares onívoros, carnívoros e filtradores, O alimento é triturado pelas mandíbulas e digerido no interior da cavidade estomacal, os restos alimentares são expelidos pela boca, já que não tem a presença do ânus.
As Serpentes do mar possuem uma variada forma alimentar, com espécies predadoras, comedoras de carniça, de depósitos e de suspensão, e algumas com mais de uma forma alimentar. Existem espécies de ofiuroides que são filtradoras, que por sua vez capturam o alimento na coluna d’agua. O alimento é triturado pelas mandíbulas e digerido no interior da cavidade estomacal, os restos alimentares são expelidos pela boca, já que não tem a presença do ânus.
As espécies que se alimentam de depósitos, fazem a coleta seletiva pelos pódios e às vezes pelos espinhos dos braços, onde sua epiderme produz um muco no qual se adere material orgânico. A seguir os pés enrolam o muco com o material alimentar, formando uma “bola” de alimento. Perto da base de cada pé existe uma projeção em forma de aba, a escama tentacular, para onde a “bola” alimentar é transferida do pódio para depois ser dirigido à boca. A suspensivoria envolve um método de transporte alimentar similar a esse. As Serpentes que usam esse método geralmente possuem longos espinhos nos braços. A suspensivoria predadora de algumas espécies acontece essencialmente à noite, onde esses animais emergem de suas tocas e posicionam-se com seus braços ramificados em forma de leque na corrente de água, semelhante aos crinoides. Quando alguma presa entra em contato com o braço, o mesmo enrola-se e a captura, para só depois, ao amanhecer, ser levada à boca pelo braço. As presas variam de invertebrados, como poliquetas a crustáceos pelágicos.
As formas predadoras ativas capturam o seu alimento por meio do enrolamento de um dos seus braços em torno da presa e depois levada à boca. Essas espécies usualmente possuem espinhos curtos que se posicionam justapostos aos braços.
As Serpentes do mar comensais, como a Ophiothrix lineata, vivem no interior da grande esponja Callyspongia vaginalis, e emergem para se alimentar de detritos que se aderem na superfície externa da esponja, ou seja, há um benefício mútuo, pois enquanto o Ofiuroide se alimenta, mantém a esponja limpa de detritos, além de seu hospedeiro também lhe conferir proteção.
O trato digestivo é cego, não existe um tubo digestivo, mas um saco, que ocupa grande parte da cavidade no interior do disco.

## Trocas Gasosas, Circulação, Excreção e Osmorregulação
Trocas gasosas são realizadas pela estrutura Bursas (exclusivas e especializadas) e Pódios, os mecanismos ou estruturas para circulação de água é realizado por movimentos ondulatório dos braços e dos cílios das bursas.
Não há um sistema circulatório complexo e evidente, consequência de limitações orgânicas ou fisiológicas das baixas taxas de respiração e utilização de nutrientes, apesar de apresentarem relativa eficiência na exploração marinha, impossibilita de ver um sistema circulatório fechado ou semifechado (problema). Sendo assim para alguns dos equinodermos, os fluidos não foram claramente demonstrados.
Não há um órgão especial, a excreção é feita por difusão de compostos nitrogenados, principalmente na forma de ureia na maioria das espécies. A difusão ocorre por meio do fluido celômico perivisceral e são eliminados para fora por meio dos pódios, e da parede corporal em algumas espécies.
Não são capazes de regular osmoticamente os fluidos corporais que são ionicamente e osmoticamente semelhantes à água do ambiente externo, exceto pela concentração de íons de K+ que se acumulam no fluido celômico de ofiuroides.
A circulação interna é realizada em grande parte pelos celomas periviscerais principais, maximizada pelos sistemas vascular aquífero e hemal derivados do celoma.
O sistema hemal é um conjunto complexo de canais e lacunas principais mergulhadas em canais celômicos denominados seios periemais. O sistema está arranjado radialmente, correndo paralelamente ao sistema vascular aquífero, consistindo de um anel hemal oral e outro aboral, ambos com extensões radiais, onde eles se ligam por um seio axial. O sistema hemal ajuda na distribuição dos nutrientes absorvidos do trato digestivo, mas sua função não é totalmente conhecida.
Para as trocas gasosas os Ofiuroides têm órgãos internos para tais finalidades. Eles possuem dez invaginações no corpo, as bursas, que se abre para o meio externo por fendas ciliadas. Em algumas espécies de Ofiuroides, há a presença de hemoglobina nos celomócitos.

## Sistema nervoso e órgãos dos sentidos
Não há uma região de acúmulo de células nervosas, como ocorre em outros grupos que apresentam encéfalo. O sistema nervoso dos Equinodermos é difuso, espalhando-se pelo corpo a partir de feixes nervosos principais que acompanham o arranjo do sistema hidrovascular, portanto não há um encéfalo/ cabeça.
Atualmente, é mais adequado classificar os sistemas:
Basiepitelial que compreende as fibras e células nervosas presentes na epiderme, no epitélio do intestino e no epitélio, que reveste as cavidades celômicas.
Subepitelial é formado por neurônios e plexos localizados junto ao tecido conectivo de todas as classes.
Na fase larval, o sistema nervoso é exclusivamente basiepitelial, possivelmente em todas as classes, não origina o sistema nervoso da fase adulta. Durante a metamorfose, o sistema nervoso larval, é praticamente, todo reabsorvido e reposto por outro, adequado à vida do adulto, no início do ciclo dos equinodermos, o sistema nervoso atende às necessidades do período larval. Ele está localizado no gânglio nas porções superiores e inferiores da boca, nas bases dos braços ou espalhados na epiderme e na parede do esôfago, no decorrer da fase larval, existe uma capacidade de formar novas células nervosas no processo de regeneração de partes corporais perdidas. Na fase adulta, o novo sistema de nervoso é formado por células indiferenciadas (celomócitos) durante a metamorfose.
As células sensoriais estão espalhadas por entre os epitélios e nos tecidos conectivos dos equinodermos, a região ambulacral é bem provida de células sensoriais, tanto nos pódios quanto em partes adjacentes.
Nos braços dos ofiuroide há células fotossensíveis capazes de detectar luz polarizadas pelas placas branquiais, este exemplo explica o comportamento fotofóbico (fuga) destas espécies.
O sistema nervoso é composto de um anel nervoso circum-oral e de nervos radiais. 

## Reprodução e desenvolvimento
A maioria dos ofíuros contém sexos separados, não apresenta dimorfismo sexual, reproduz-se sexuadamente, tem o desenvolvimento indireto, com um ou dois estágios larvais em seu ciclo de vida, e não protege quimicamente a prole. Geralmente, a fertilização externa, isto é, os gametas são lançados na água do mar onde ocorre a fecundação dos óvulos e o desenvolvimento dos embriões e das larvas. Existem poucas espécies hermafroditas, apresentam diferenças morfológicas entre machos e fêmeas, tem reprodução assexuada, Ophiuroidea contam com o desenvolvimento direto sem fase larval e protegem a prole. Em Ophiuroidea, há três tipos de larvas: ofioplúteo, doliolária e vitelária. O tipo morfologicamente mais complexo é o ofioplúteo. Estas larvas apresentam braços, geralmente, longos, sustentados por hastes esqueléticas calcárias, com cílios na extensão deles, que utilizam a para capturar alimento na coluna d’agua (planctróficas). As larvas dos tipos doliolário e vitelário são lecitróficas. A dolária tem quatro bandas ciliadas transversais características ao redor do corpo ovoide (anéis ciliados). Em algumas espécies, a larva doliolária apresenta uma forma corporal mais triangular e vestígios de larva ofioplúteo, como pequenos braços ou esqueleto. A larva vitelária é mais simples, não contem bandas ciliadas, mas mantém características larvais, como a simetria bilateral e as cavidades celômicas pareadas.
Possuem reprodução sexuada e assexuada. Os Ofiuroides com frequência autotomizam braços inteiros ou pedaços deles quando se sentem perturbados, mas depois regeneram estas partes perdidas. Essa perda voluntária de um braço ou parte dele também é vista em algumas estrelas do mar. A reprodução assexuada ocorre em alguns Ofiuroides pelo processo de fissiparidade, onde o disco central divide-se em dois e cada metade forma um animal inteiro por regeneração.
Com um sistema reprodutor relativamente simples e intimamente associado com derivações do celoma, suas gônadas são abrigadas em seios genitais revestidos por peritônio. Esses animais possuem de uma a muitas gônadas, presas no peritônio de cada bursa próximo às suas aberturas. Os gametas são liberados nas bursas e, em seguida, liberados para o meio externo pelas suas aberturas. A incubação dos ovos é comum entre os Ofiuroides.
Os ovos com desova livre geralmente são isolécitos, com pouco vitelo. Sua clivagem é radial, holoblástica e inicialmente igual ou subigual, resultando em uma celoblástula oca. Posteriormente essa celoblástula torna-se ciliada e se liberta da membrana de fertilização como um embrião livre-natante. Após as transformações internas, a maior parte das estruturas larvais é perdida, e o animal jovem adota uma vida bentônica.